# إدوارد إيفرت كوكس
إدوارد إيفرت كوكس (بالإنجليزية: Edward Everett Cox)‏ هو ناشر أمريكي، ولد في 29 ديسمبر 1867 في تيبتون في الولايات المتحدة، وتوفي في 1 أبريل 1931 في هارتفورد سيتي في الولايات المتحدة.